# 道の駅かさま
道の駅かさま（みちのえき かさま）は、茨城県笠間市にある国道355号の道の駅である。

## 概要
「道の駅かさま」は2020年（令和2年）1月24日、令和元年度重点「道の駅」に選定された。

## 歴史
- 2020年（令和2年）1月24日 - 令和元年度重点「道の駅」に選定[2][3]。
- 2021年（令和3年）
  - 6月11日 - 国土交通省より道の駅第55回登録において、「道の駅かさま」として登録[1]。
  - 9月16日 - 開駅[2]。

## 施設
- 駐車場 173台
- トイレ 32器
- 情報提供施設
- 観光案内所
- ベビーコーナー
- 非常用電源
- 備蓄倉庫
- 貯水槽
- 公衆電話
- 公衆無線LAN
- キャンピングカーサイト
- 物販施設
- 飲食施設
- 多目的広場
- 芝生広場
- EV充電施設
- コンビニエンスストア（ファミリーマート[2]）

## アクセス
- 国道355号 - 登録路線
- かさま観光周遊バス[4] 友部駅北口 - 笠間駅・笠間市内循環

笠間工芸の丘、茨城県陶芸美術館、笠間日動美術館、笠間稲荷神社、春風萬里荘などを巡回する。
- 高速バス 益子駅・笠間駅 - 秋葉原駅（茨城交通）も停車する[5]